# Urussanga
Urussanga è un comune del Brasile nello Stato di Santa Catarina, parte della mesoregione del Sul Catarinense e della microregione di Criciúma.
Urussanga fu fondata dall'ingegnere Joaquim Vieira Ferreira il 26 maggio 1878 e fu dichiarata comune nell'ottobre del 1900. In questo comune la maggior parte degli abitanti è discendente da italiani emigrati, prevalentemente dal Veneto; ciò è visibile chiaramente nel settore della gastronomia e del vino.

## Ambiente
Il comune di Urussanga è caratterizzato dalla presenza di molti fiumi: Rio Maior, Rio Carvão, Rio Deserto, Rio Barro Vermelho, Rio America, Rio Caete. Tutti questi fiumi sono affluenti del Rio Urussanga. La disponibilità di acqua è elevata, soprattutto nei mesi di settembre e marzo. La qualità dell'acqua del Rio Urussanga e dei suoi affluenti è tra le peggiori nello Stato di Santa Catarina. Ad Urussanga ci sono inoltre molte società minerarie, in quanto la zona è caratterizzata dalla presenza di notevoli quantità di carbone.

## Clima
Il clima è subtropicale umido. Le temperature variano da 42,2 °C (massima) a - 4,6 °C (minima). L'inverno è freddo e umido con gelate occasionali. L'estate è calda, ma non secca. L'umidità dell'aria media è dell'81,5%. La velocità media del vento è di 2,0 m/s.

## Economia
L'economia è basata su industrie metallurgiche e minerarie e viticoltura. Si coltivano prevalentemente fagioli, Mais (Zea Mais) e tabacco. È diffuso l'allevamento dei suini.

## Feste
Negli anni pari viene celebrata la Festa do Vinho, mentre negli anni dispari si festeggia il Ritorno alle origini, in ricordo degli avi italiani che sono emigrati.
La prima festa si festeggia nel mese di agosto, mentre la seconda il giorno della fondazione della città.

## Amministrazione

### Gemellaggi
- Longarone